# 高宕渓谷
高宕渓谷（たかごけいこく）は、千葉県富津市を流れる高宕川によって形成された渓谷。主に富津市宇藤原地区の高宕川上流付近をいう。

## 概要
高宕山の西に端を発した高宕川の渓谷は、春はツツジ、フジ、秋には雑木の紅葉が美しい。急駟滝をはじめとした滝も多く、気軽に沢歩きや滝めぐりを楽しむことができる場所となっている。特にハイキングコースとしては整備されていないが、高宕山への登山ルートの一つとなっている。川廻しや洗い越しも見られる。
高宕渓谷周辺は高宕山のニホンザル生息地となっており、1956年（昭和31年）に国の天然記念物に指定されている。

## アクセス
富津市東大和田地区の国道465号から高宕川沿いに伸びる市道で高溝地区の集落を抜けると未舗装林道となり、宇藤原地区の高宕渓谷へ到る。

## その他
- ネット上では高宕川の頭文字から「T秘境」と呼ばれ、秘かな人気スポットとなっている。
- 『ちば美彩』（千葉テレビ）などのメディアで紹介されることも多い。
- 林道の洗い越しから外れて高宕川の河床を遡行する自動車やバイク・自転車が後を絶たず、地元住民との間で問題となっている。